# Siena
För andra betydelser, se Siena (olika betydelser).
Siena (latin: Sena Julia) är en stad och kommun i regionen Toscana i mellersta Italien. Känd bland annat för "Palio", en hästkapplöpning som hålls två gånger per år (2 juli och 16 augusti) på det snäckformade torget "Piazza del Campo" mitt i staden, men staden är också berömd för sin historia och för sina många konstskatter. Det är ett ärkebiskopssäte.
1995 sattes Sienas historiska centrum upp på Unescos världsarvslista.

## Geografi
Siena är beläget i en kuperad, naturskön trakt 48 km. söder om Florens. Staden är omgiven av en mycket lång mur med citadell och nio portar, ligger oregelbundet på tre med varandra förenade åsar och består naturligen av tre stadsdelar: Terzo di Città i sydväst, Terzo di Santo Martino i sydöst och Terzo di Camollia i norr. Gatorna är smala, krokiga och backiga, omgivna av många vackra palats, torg och kyrkor, och Siena är näst efter Rom, Florens och Venedig den främsta staden i Italien i fråga om konstverk under den senare medeltiden (1200-1500-talen), då den lär ha haft 100 000 invånare[källa behövs], och tävlade med Florens i rikedom och konstintresse.

### Klimat
Uppmätta normala temperaturer och -nederbörd i Siena:
|                                            | Jan | Feb | Mar  | Apr  | Maj  | Jun  | Jul  | Aug  | Sep  | Okt  | Nov  | Dec |
| ------------------------------------------ | --- | --- | ---- | ---- | ---- | ---- | ---- | ---- | ---- | ---- | ---- | --- |
| Normaldygnets maximitemperaturs medelvärde | 8,0 | 9,1 | 11,9 | 16,0 | 20,4 | 24,6 | 27,9 | 27,4 | 23,4 | 18,0 | 12,5 | 9,0 |
| Normaldygnets minimitemperaturs medelvärde | 2,0 | 2,3 | 4,2  | 7,3  | 10,5 | 14,1 | 16,6 | 16,6 | 14,1 | 10,0 | 6,6  | 3,5 |
|                                            |     |     |      |      |      |      |      |      |      |      |      |     |
| Nederbörd                                  | 65  | 64  | 61   | 67   | 55   | 58   | 31   | 51   | 56   | 93   | 78   | 71  |

| Diagram | temperaturer i °C • månadsnederbörd i mm | temperaturer i °C • månadsnederbörd i mm | temperaturer i °C • månadsnederbörd i mm | temperaturer i °C • månadsnederbörd i mm | temperaturer i °C • månadsnederbörd i mm | temperaturer i °C • månadsnederbörd i mm | temperaturer i °C • månadsnederbörd i mm | temperaturer i °C • månadsnederbörd i mm | temperaturer i °C • månadsnederbörd i mm | temperaturer i °C • månadsnederbörd i mm | temperaturer i °C • månadsnederbörd i mm | temperaturer i °C • månadsnederbörd i mm |
|         | 65 8 2                                   | 64 9 2                                   | 61 12 4                                  | 67 16 7                                  | 55 20 11                                 | 58 25 14                                 | 31 28 17                                 | 51 27 17                                 | 56 23 14                                 | 93 18 10                                 | 78 13 7                                  | 71 9 4                                   |

## Historia
Siena som troligen anlagts av etruskerna, fastän mycket få etruskiska fornlämningar påträffats, blev under Augustus romersk koloni med namnet Sena Iulia samt förenades sedermera med de lombardiska och karolingiska väldena.

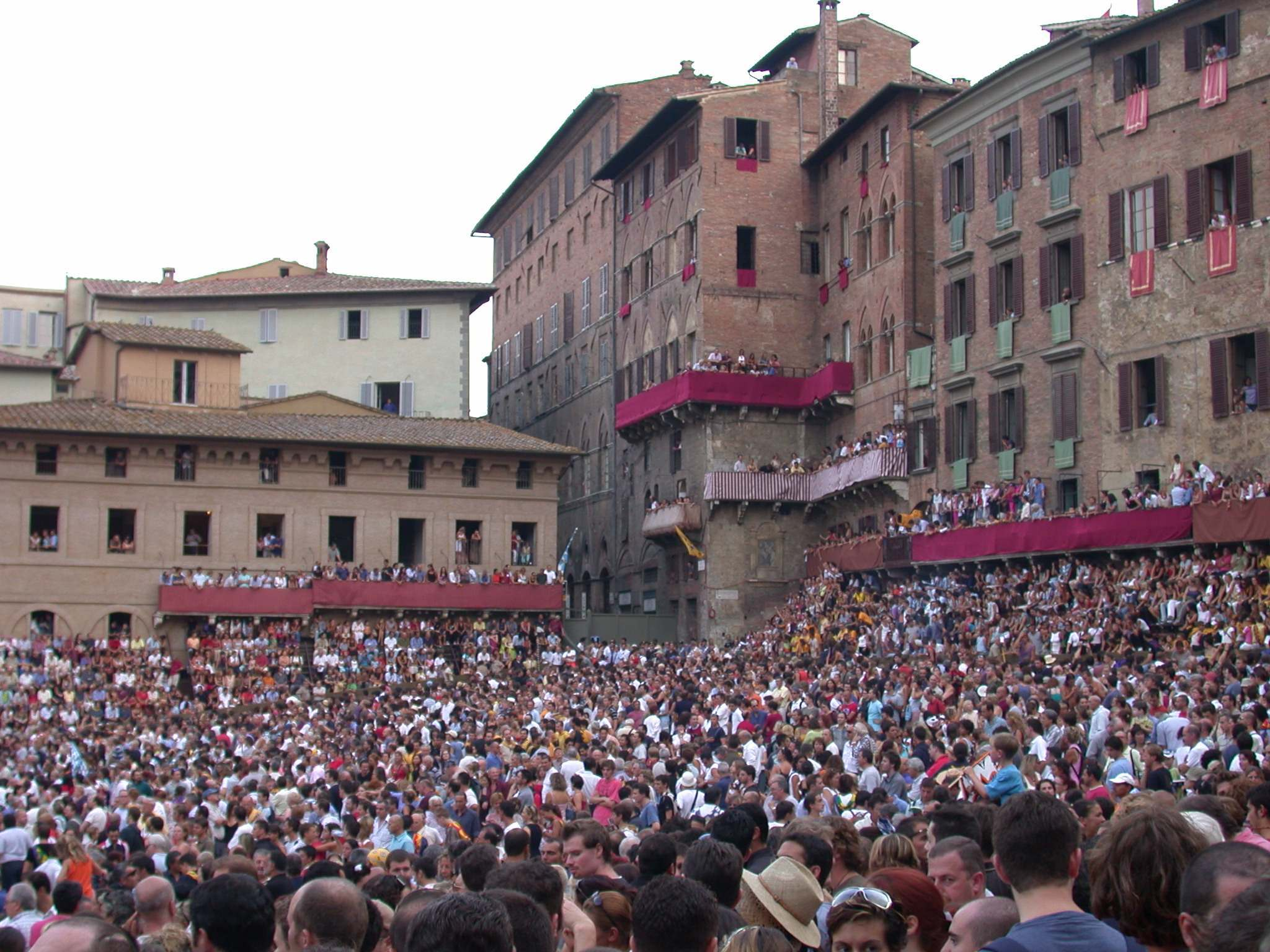
Piazza del Campo under Palio 2003.

Självständig från början av 1100-talet med egen författning, nådde republiken Siena snart betydande blomstring. Det ghibellinska adelspartiet, som i början innehade makten, invecklade staden i strid med Florens. Därunder vann det visserligen med kung Manfreds av Neapel tyska trupper den lysande segern vid Montaperti (1260), men tio år senare lyckades Karl I av Anjou vinna inflytande i Siena, som kort dessförinnan hade mottagit den unge Konradin med öppna armar, och inledde det i det guelfiska stadsförbundet. Staden bevakade emellertid strängt sina privilegier, och oaktat att adelspartiet gjorde flera försök att återvinna makten, förblev dess författning väsentligen oförändrad. Från slutet av 1200-talet kunde Siena mäta sig med själva Florens i rikedom och intresse för konsten. Dess imponerande byggnader och samlingar vittnar ännu om den särskilt inom målarkonsten framstående Sienaskolans betydelse. De ständiga partitvisterna och upprepade strider med Florens undergrävde emellertid stadsrepublikens fortsatta självständighet, och omkring 1487 erövrades makten av Pandolfo Petrucci, benämnd "il Magnifico".
Efter dennes död 1512 blev hans släkt, som hatades för sitt tyranni, fördriven (1524), varefter Siena ställde sig under kejsar Karl V:s beskydd. Men då den kejserliga makten blev alltför tryckande, reste sig sienesarna och bortjagade 1552 med fransk hjälp den spanska besättningen. Efter ett tappert försvar föll republiken Siena trots allt 1555 i kejsarens bundsförvant Cosimo de' Medicis händer och förenades 1557 (förutom ett antal kuststäder som uppgick i Stati degli presidii) med den florentinska staten, sedermera Storhertigdömet Toscana. 1859 anslöt Siena sig, först av alla städer i Toscana, till konung Viktor Emanuel II, och blev därmed del av det enade Italien.

## Kultur

### Arkitektur
Mest iögonfallande är stadens katedral, belägen på stadens högsta höjd, som trots bristande enhet till följd av den långa byggnadstiden och de olika konstnärer som arbetade på den, är ett av den italienska gotikens mästerverk. Den påbörjades 1229 och nalkades sin fullbordan 1259; 1264 tillkom kupolen, och omkring 1317 utbyggdes koret mot öst över dopkyrkan San Giovanni, som bildar ett slags krypta. En ombyggnad som påbörjades 1322, till vilken den nuvarande kyrkan skulle utgöra tvärskepp, övergavs efter pesten 1348, och den ursprungliga byggnaden fullbordades, västra fasaden 1380 (liknande domens i Orvieto). Dennas skulpturala utsmyckning är till större delen reproduktioner från restaureringen 1869 (originalen i Opera del duomo). Kyrkans inre, med väggar av alternerande horisontella band av svart och vit marmor, har en mängd konstverk av renässansens stora konstnärer, bl.a. en predikstol av vit marmor av Niccolò Pisano och hans lärjungar samt ett enastående golv, inlagt arbete med teckningar i färger efter ritningar av framstående konstnärer, med motiv från  bibeln, legender och antikens mytologi. Den romanska kampanilen är från slutet av 1300-talet. Den forna dopkyrkan S. Giovanni under katedralen har en vacker, men ofullbordad gotisk fasad (1382) och en marmordopfunt av Quercia.
På andra sidan Piazza del duomo ligger det forna Opera del duomo, nu domkyrkomuseet, med många intressanta konstverk, bl.a. Duccio di Buoninsegnas berömda "Maëstà". Från domkyrkans vänstra sidoskepp är ingången till domkyrkans Piccolomini-bibliotek, ett av den äldre renässansens finaste och bäst bevarade byggnadsverk, uppfört av kardinalen Francesco Piccolomini (senare påve med namn Pius III), med fresker av Pinturicchio samt en samling illuminerade korböcker.
Även stadens många andra kyrkor har värdefulla målningar och skulpturer, såsom den av Vanvitelli 1755 ombyggda Sant’ Agostino, med Korsfästelsen av Perugino (Vanucci) m. fl. konstverk, serviternas vackra kyrka Servi di Maria (1471-1522), S. Francesco (1250-1326, moderniserad efter branden 1655, då flera konstverk förstördes, ombyggd efter 1885), med fresker av Ambrogio di Lorenzo, det närliggande Oratorio di S. Bernardino, med beundransvärda verk av Sodorna m. fl., S. Domenico, en enskeppig tegelkyrka från 1300-talet, med fresker av Sodorna m.fl. ur helgonet Katarinas av Siena liv. Den ligger på Fontebrandakullen ovanför den av Dante odödliggjorda brunnen, och vid den branta gränden ligger Katarinas hus, vars rum förändrats till kapell eller oratorier samt en kyrka med fresker ur helgonets liv av Pacchia och Salimbeni.
Vid dess södra sida ligger det i utsökt gotik 1289-1305 byggda, men sedan flera gånger tillbyggda, Palazzo pubblico som är rikt på konstverk i det inre. Stora rådets forna sal förändrades till teater av Riccio 1560 och ombyggdes 1753. Det lätta och eleganta tornet (Torre del Mangia, 102 m. högt), på ena sidan, uppfördes 1338-45, och kapellet vid dess fot i form av en loggia tillkom 1352-76 som ett tackoffer efter pesten 1348, som lär ha kostat 30 000 personer livet. Vid torgets norra sida ligger Loggia di mercanzia (från 1400-talet), ursprungligen handelsdomstol, nu en klubb, som till det yttre är en imitation av Loggia dei lanzi i Florens. I mitten av torgets halvcirkel står Fonte Gaja, en 1868 uppsatt kopia av Quercias mästerverk, som, illa medfaret, nedtagits och, rekonstruerat, uppställts i Palazzo pubblico (Quercias skulpturer i Opera del duomo).
Nära torget ligger en annan teater, Rozzis, som, fastän modern (byggd 1816), har historiskt intresse såsom härrörande från en akademi, Congrega de Rozzi, vilken spelade en viktig roll i den italienska komediens historia.
Bland stadens många palats kan nämnas: 
- Palazzo Buonsignori, en gotisk tegelbyggnad från 1300-talet, med en rik fasad, restaurerad 1848.
- Palazzo Piccolomini, byggt för Nanni Piccolomini, påven Pius III:s fader.
- Palazzo Piccolomini delle papessa, byggt för Pius II:s syster.
- Palazzo reale,
- Palazzo Salimbeni, utvidgat och delvis ombyggt 1877-81 i den ursprungliga stilen och sedan tillhörigt en gammal bank (från 1624) och en låneinrättning (Monte dei Paschi).
- Palazzo Spannocchi, byggt efter 1473 av Giuliano di Majano.
- Palazzo Tolomei, sannolikt den äldsta profanbyggnaden i staden; delvis från 1205.
- Palazzo del Magninco, byggt 1508 för Pandolfo Petrucci.

Accademia di belle arti (konstakademi) innehåller stadsmuseet, en värdefull samling av arbeten av den äldre Sienaskolan, de flesta hopförda från upphävda kloster och från Palazzo pubblico. Stadsbiblioteket inrättades 1663. Staden har ett universitet från 1200-talet, universitetet i Siena, och ett naturhistoriskt museum som tillhör Accademia dei fisiocritici.

### Stadsliv
Mitt i staden vid föreningen av de åsar som staden är byggd på, ligger Piazza del Campo (Piazza Vittorio Emanuele), där folkfester och möten hölls under republikens tid och där ännu två gånger om året hästkapplöpningar anordnas i förening med processioner genom staden.